# Bastrop (Teksas)
Bastrop je grad u američkoj saveznoj državi Teksas. Prema popisu stanovništva iz 2010. u njemu je živjelo 7.218 stanovnika.